# Xã Russell, Quận Geauga, Ohio
Xã Russell (tiếng Anh: Russell Township) là một xã thuộc quận Geauga, tiểu bang Ohio, Hoa Kỳ. Năm 2010, dân số của xã này là 5.190 người.